# Фінайльшпиці
Фінайльшпиці (італ. Punta di Finale) — вершина в Шнальскаммській групі Ецтальських Альп на кордоні між Тіролем, Австрія та Південним Тіролем, Італія. Він відомий тим, що є місцем відкриття Етці.